# Pešť

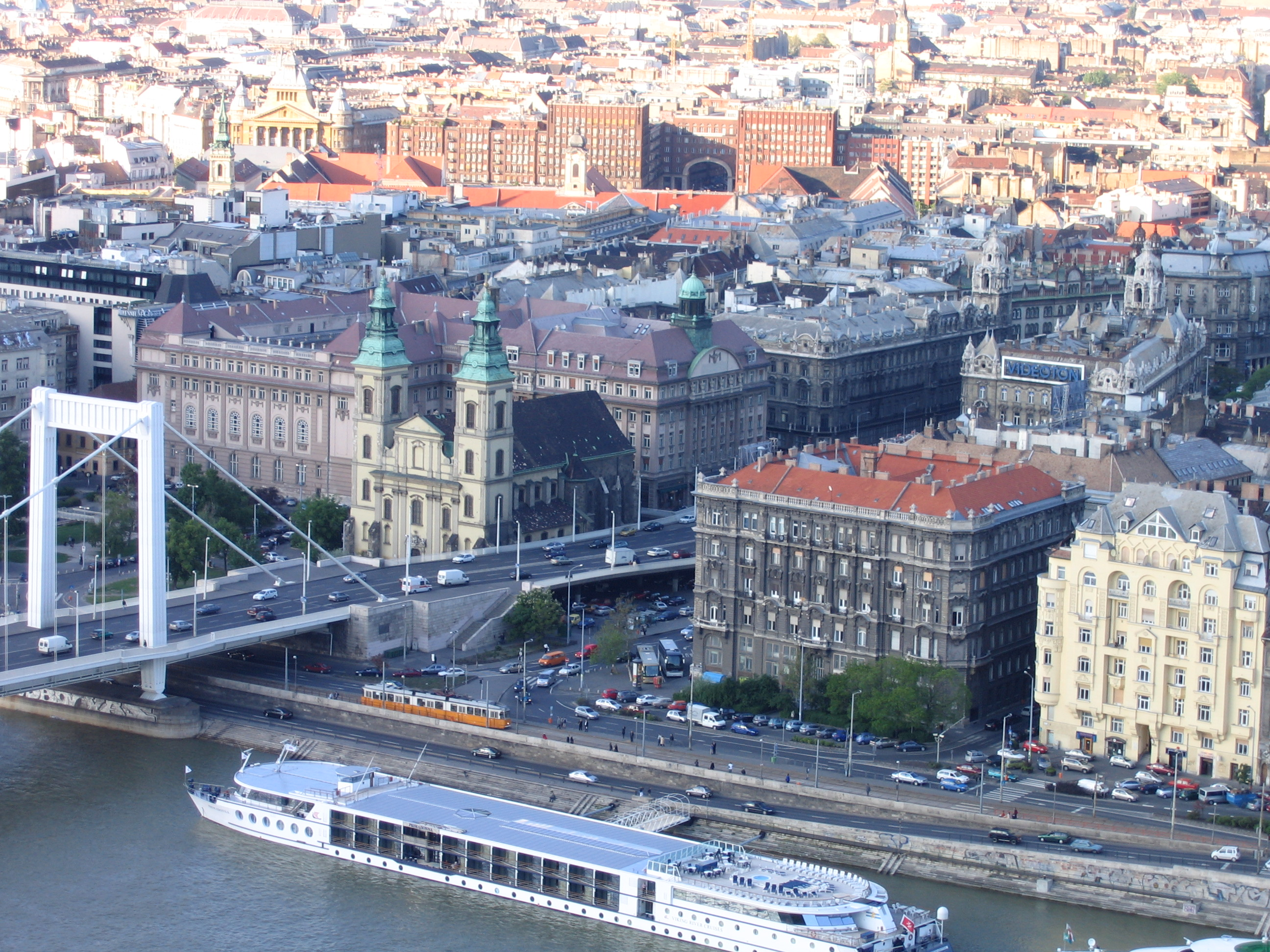
Pohled na Pešť z budínské citadely

Pešť (maďarsky Pest) je větší, východní, levobřežní, převážně rovinatá část maďarského hlavního města Budapešti. Jednalo se původně o samostatné město (po nějakou dobu největší v zemi), které bylo v roce 1873 sloučeno s Budínem a Starým Budínem (tato sídla se nacházejí na západním, pravém břehu Dunaje) v uherskou metropoli Budapešť. V historickém centru Pešti se nachází např. Országház (maďarský parlament), náměstí Hrdinů, Opera a majestátní bulváry jako Andrássy út, Bajcsy-Zsiliszky út, Rákóczi út nebo Üllői út. V Pešti dále leží tři ze čtyř budapešťských koncových nádraží (Keleti, Nyugati a Józsefváros), naprostá většina tras metra (celé linky M1, M3 a většina délky linek M2 a M4), ústí zde čtyři z pěti linek HÉV, rozkládá se tu celá trolejbusová síť a mezinárodní letiště Ference Liszta.

## Historie
První písemná zmínka o Pešti pochází z roku 1148, název je nejspíš slovanského původu a označuje pec.

## Územně správní členění
Území Pešti je členěno na následující městské okruhy:
- IV. Újpest (připojeno 1950)

vnitřní okruhy sloučené roku 1873:
- V. Belváros-Lipótváros, nejužší centrum
- VI. Terézváros
- VII. Erzsébetváros, plošně nejmenší okruh v Budapešti
- VIII. Józsefváros
- IX. Ferencváros
- X. Kőbánya

okruhy připojené v letech 1935–1938:
- XIII. Angyalföld, k němu patří také Markétin ostrov
- XIV. Zugló, nejlidnatější okruh v Pešti (3. v celé Budapešti)

okruhy připojené roku 1950:
- XV. Pestújhely
- XVI. Árpádföld
- XVII. Rákosmente, plošně největší okruh v Budapešti (přes 10 % její rozlohy)
- XVIII. Pestszentlőrinc-Pestszentimre
- XIX. Kispest
- XX. Pesterzsébet
- XXI. Csepel, na budapešťské části stejnojmenného dunajského ostrova Csepel, někdy se vyděluje mimo Pešť i Budín
- XXIII. Soroksár, nejméně lidnatý okruh v Budapešti, do roku 1994 součást XX. okruhu

Celkem má Pešť (včetně XXI. obvodu) asi 1,25 milionu obyvatel (2012, 72 % celé Budapešti) a 351,26 km² (67 % celé Budapešti).